# San Felipe Coamango
San Felipe Coamango är en mindre stad i Mexiko, tillhörande kommunen Chapa de Mota i delstaten Mexiko, i den centrala delen av landet. Staden hade 4 638 invånare vid folkräkningen 2010, och är det största samhället i kommunen.